# 天主教雷焦卡拉布里亚-波瓦总教区
天主教雷焦卡拉布里亚-波瓦总教区是罗马天主教在意大利南部卡拉布里亚大区设立的一个总教区，1986年，历史悠久的雷焦卡拉布里亚总教区与波瓦教区合并后定名。